# 九一式拉丁语密码机

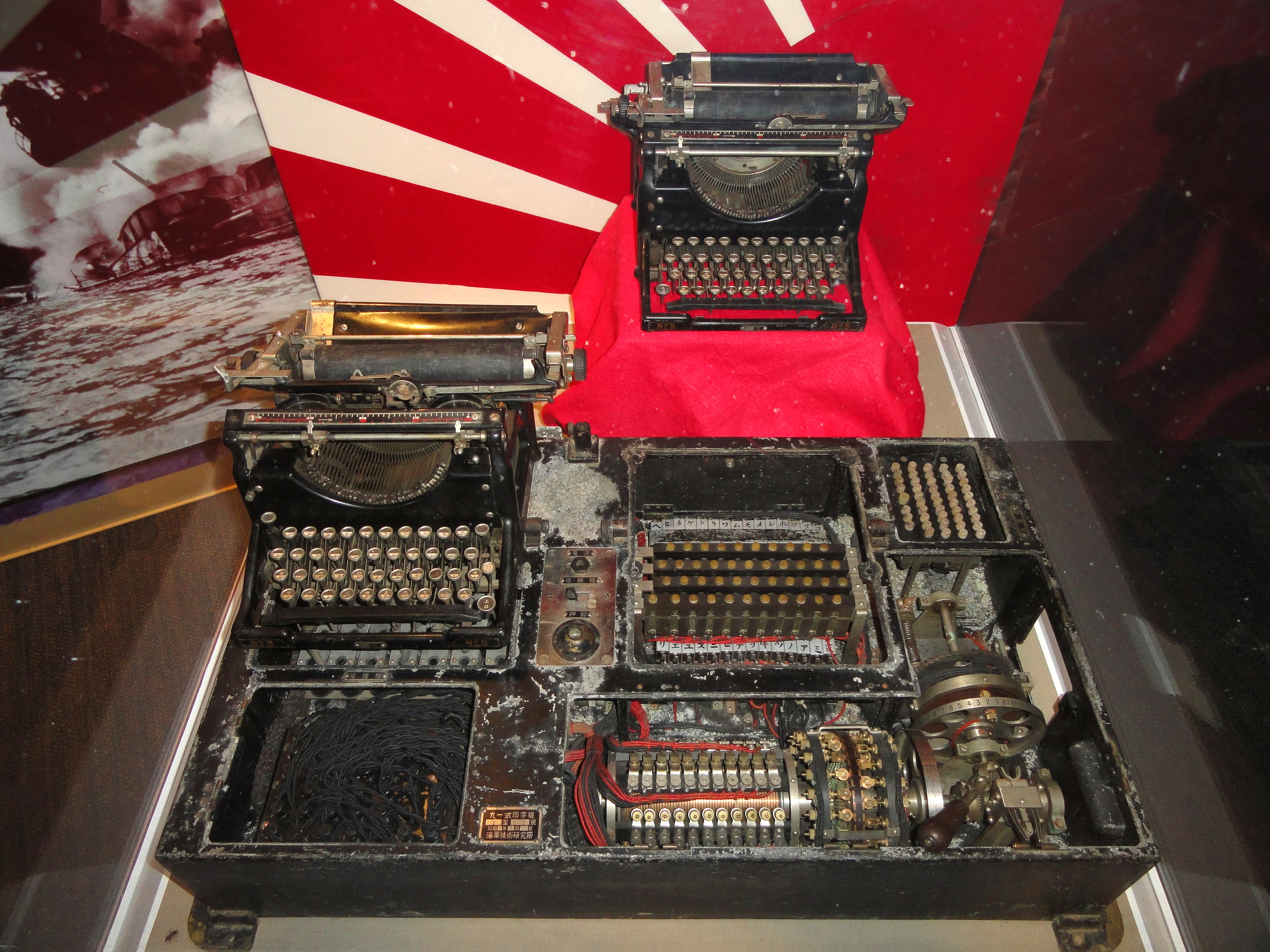
美国海军缴获的九一式拉丁语密码机

九一式拉丁语密码机（日语： 91-shiki ohbun-injiki）又称A型密码机（日语： Angōki Taipu A）因美军对其为代号为Red，故又被成为红色密码机。是一种极为简易的加密装置。曾在二战及战后一段时间被日本外务省用于外交。但因其加密方法过于简单而被西方密码学家迅速破解。它后来被B型密码机“Purple”（日语： 97-shiki ohbun-injiki）替代。B型密码机因加密方法与A型在多方面相似，因此B型密码机也曾被破解。A型密码机使用大日本帝国海军红色海军密码时并不会被破译。但其无法被破解的原因并非为其密码机系统，而是因为其实质为一种密码本加密方法。

## 加密
红色密码机只能加（解）密拉丁文字母，通过电缆传递加密后的密文。其加密在时会元音和辅音分别加密，这种方法相较于传送随机字符串更为经济，但其通常会产生“620”效应（sixes and twenties effect），这种缺陷在后来的九七式拉丁语密码机上仍然存在。

## 历史
- 1931年 - 密码机制作完成[1]。大日本帝国海军称其为九一式打字机（时为日本皇纪2591年），日本外务省称其为A型密码机，同时被美陆军称为Red
- 1934年 - 英国成功破译九一式拉丁语密码机
- 1935年 - 美国陆军成功破译九一式拉丁语密码机；英国仿制出该密码机模型，并命名为“J密码机（J machine）”[1][2]
- 1936年 - 美国陆军仿制出红色密码机模型[3]
- 1937年 - 德国外交部的解密机关Pers Z（英语：Pers Z S）开始收集该密码机的密文并开始破译
- 1938年
  - Pers Z（英语：Pers Z S）发现其与クリハ密码机结构相似，破译难度迅速降低，在8月就完成了对其模型的建造并在九月破解了其开始位置的记号
  - 12月，日本对密码机进行了改良，在键盘与插线板之间添加了一个可以手动调节的转轮
- 1941年
  - 1月，美国将所仿制的九一式拉丁语密码机和九七式拉丁语密码机提供给英国
  - 8月，日本驻外使馆全面停用九一式拉丁语密码机

## 相关阅读
- Computer Security and Cryptography (Konheim, Alan G., Wiley-Interscience, 2007, pp. 191–211)（英语）中第七章有对九一式拉丁语密码机更加详细的分析